# شرکت سرمایه‌گذاری سلیم
شرکت سرمایه‌گذاری سلیم، یک شرکت خصوصی برای شرکت تعاونی اعتبار ایران خودروبود که در تاریخ ۱۳۸۳ به صورت شرکت سهامی عام تأسیس و در سال ۱۳۹۳ بعد انتخابات توسط تعاونی اعتبار گروه صنعتی ایران‌خودرو خریداری و سرمایه ثبتی آن از ۱۰ میلیارد ریال به ۱٫۶۲۰ میلیارد ریال افزایش یافت.

## دربارهٔ شرکت
در راستای اجرای سیاست‌های تعاونی اعتبار گروه صنعتی ایران خودرو، حدود ۷۳درصد از سهام شرکت سرمایه‌گذاری سلیم، به کارکنان گروه صنعتی ایران‌خودرو انتقال یافت و این شرکت در حال حاضر متعلق به حدود ۴۵۰۰۰نفر از کارکنان گروه صنعتی ایران‌خودرو است.

### سرمایه‌گذاری اصلی شرکت
1. سهام منتشر شده در بورس اوراق بهادار،
2. اوراق مشارکت منتشر شده در فرابورس ایران،
3. واحدهای سرمایه‌گذاری صندوق‌های سرمایه‌گذاری،
4. اوراق بهادار خارج از بورس و
5. فلزات گران‌بهاء،
6. گواهی‌های سپرده نزد بانک‌ها،
7. دارایی‌های فیزیکی قابل معامله در بورس و
8. سایر پروژه‌های اقتصادی و واحدهای تولیدی

### دارایی‌های شرکت در حال حاضر
1. شرکت‌های گسترش سرمایه‌گذاری ایرانیان،
2. ایمن خودرو شرق،
3. توسعه تجارت و خدمات خودرو،
4. تولیدی و صنعتی گوهرفام،
5. ترنیان سهم و
6. شرکت تولید محور خودرو (خمحور)

از این‌رو محور عمده فعالیت شرکت سرمایه‌گذاری سلیم در زنجیرهٔ ارزش خودرو، تولید و فروش قطعات خودرو، فعالیت‌های پیمانکاری و سرمایه‌گذاری شکل‌گرفته‌است.

## برنامه‌های آینده شرکت
از برنامه‌های آینده شرکت می‌توان به «برنامه استراتژیک توسعه شرکت گوهرفام و ورود به بورس»، «برنامه استراتژیک توسعه شرکت ایمن خودرو و ورود به بورس»، ادغام شرکت‌های زیان ده و برنامه خروج از زیان انباشته شرکت ترنیان سهام» و «برنامه افزایش سرمایه شرکت‌های تابعه» اشاره کرد.